# Club Marítim Altafulla
El Club Marítim Altafulla és un club d'esports nàutics fundat el 1973 com a escissió del Club Nàutic Altafulla. Fou impulsat per Eduardo Navarrete amb motiu de la llei de costes que acabaria afectant l'antic club. El 1977 es va inaugurar la seu de l'entitat. Està especialitzat en vela lleugera i participa en el Campionat d'Espanya de patí de vela, en el Campionat de Catalunya de catamarà i en regates de vela de creuer. Organitza el Trofeu Aldebaran per a classe optimist i ha organitzat alguna edició del Trofeu Imperial Tarraco per a patí de vela, catamarà, patí júnior i surf de vela. En aquesta última especialitat destaca Toni Bonet. Disposa d'escola de vela homologada per l'Escola Catalana de Vela. Disposa d'un amarrador i serveis associats, així com de pistes de tennis, pàdel, frontó i pista poliesportiva. El 2011 tenia 320 socis.